# 日産・TDエンジン
日産・TDエンジンとは、1980年代後半から2000年代前半にかけ、SD型エンジンの後継として日産ディーゼル工業（現・UDトラックス）が開発・生産していた自動車及びフォークリフト・産業機械向けのディーゼルエンジンである。

バリエーションは4気筒（2,289cc、2,488cc、2,663cc）・6気筒（4,169cc）の通り。

2024年現在は三菱ロジネクスト（以下、三菱ロ）系列のグローバルコンポーネントテクノロジー株式会社が三菱ロ社向けフォークリフト搭載用製品を製造している。

## バリエーション

### TD23系 2,289cc

#### TD23
- 2,289cc OHV
- 性能：76PS（56kW）/4,300rpm　15.4kg・m（151N・m）/2,200rpm
- 軽油

### TD25系 2,488cc

#### TD25
- 2,488cc　OHV
- 性能：82PS（60kW）/4,300rpm  16.9kg・m（166N・m）/2,200rpm
- 軽油

TD25エンジンはJASO規格のディーゼルエンジン潤滑油清浄性試験(JASO M336:1998)に採用されていた。

(2009年でTD25エンジンの供給が終わったため一時はストック部品、もしくは代替試験として海外の試験方法(ASTM、CEC)が導入されていたが、2014年にJASO M336：2014と改定され日野N04Cエンジンが採用された。）

### TD27系 2,663cc

#### TD27
- 2,663cc OHV
- 性能：（1）90PS（66kW）/4,300rpm　18.4kg・m（180N・m）/2,200rpm（グロス値）
- （2）85PS（63kW）/4,300rpm　18.0kg・m（177N・m）/2,200rpm（ネット値）
- （3）85PS（63kW）/4,000rpm　18.0kg・m（177N・m）/2,200rpm
- （4）85PS（63kW）/4,000rpm　16.9kg・m（166N・m）/2,200rpm
- 軽油

#### TD27T
- 2,663cc OHV・ターボ
- 性能:（1）100PS（77kW）/4,000rpm　23.5kg・m（230N・m）/2,200rpm
- （2）100PS（74kW）/4,000rpm　22.0kg・m（216N・m）/2,200rpm
- （3）100PS（74kW）/4,000rpm　24.8kg・m（243N・m）/2,200rpm
- （4）115PS（85kW）/4,000rpm　24.8kg・m（243N・m）/2,200rpm
- 軽油

#### TD27Ti
- 2,663cc OHV・インタークーラー付きターボ
- 性能：110PS（81kW）/4,000rpm　24.7kg・m（242N・m）/2,400rpm
- 軽油

#### TD27ETi
- 2,663cc OHV・電子制御式インタークーラー付きディーゼルターボ
- 性能：130PS（96kW）/4,000rpm  28.4kg・m（278N・m）/2,000rpm
- 軽油

### TD42系 4,169cc

#### TD42
- 4,169cc OHV
- 性能：（1）135PS（99kW）/4,000rpm　28.5kg・m（279N・m）/2,000rpm（グロス値）
- （2）125PS（92kW）/4,000rpm　27.8kg・m（273N・m）/2,000rpm（ネット値）
- 軽油

#### TD42T
- 4,169cc OHV・ターボ
- 性能：（1）145PS（107kW）/4,000rpm　33.7kg・m（330N・m）/2,000rpm
- （2）：155PS（114kW）/4,000rpm　34.5kg・m（338N・m）/2,000rpm
- （3）：160PS（118kW）/3,600rpm　33.7kg・m（330N・m）/2,000rpm
- （4）：160PS（118kW）/3,600rpm　35.7kg・m（350N・m）/2,000rpm

## 搭載された車種
- TD23
  - キャラバン・ホーミー（E24）1986年9月-1988年10月
  - ダットサン（D21）1987年9月-1992年9月
  - アトラス・1t車（F22・F23）1986年11月-1995年6月
  - セドリック営業車海外市場向け車(Y30前期)　1983年6月-1985年5月
- TD25
  - アトラス・1t車（F23）1995年6月-1999年6月
  - セドリック営業車海外市場向け車(Y30後期)　1985年6月-1987年5月
- TD27　スペック1
  - アトラス・2t車（H40）1986年11月-1991年12月
  - セドリック営業車海外市場向け車(Y31)　1991年6月-1999年6月
- TD27　スペック2
  - テラノ（D21）1986年9月-1992年12月
  - アトラス・1t車（F22・F23）1986年11月-1999年6月
  - キャラバン・ホーミー（E24）1987年10月-1997年5月
  - ダットサン（D21）1988年11月-1996年12月
- TD27　スペック3
  - ダットサン（D22）1997年1月-2002年8月
- TD27　スペック4
  - アトラス・1t車（F23）1999年6月-2004年8月

- TD27T　スペック1
  - キャラバン・ホーミー（E24）1988年10月-1993年5月
- TD27T　スペック2
  - テラノ（D21）1988年11月-1994年11月
  - ダットサン（D21）1993年10月-1996年12月
- TD27T　スペック3
  - ミストラル（R20）1994年6月-1997年2月
- TD27T　スペック4
  - テラノ（D21）1994年11月-1995年9月

- TD27Ti
  - キャラバン・ホーミー（E24）1990年10月-1995年8月

- TD27ETi
  - キャラバン・ホーミー（E24）1995年8月-1999年5月
  - パトロールスペイン市場向け車（260）1998年-2002年
  - ミストラル(R20)1998年
  - テラノ（R50）1995年9月-1999年2月
  - オースチン・LTI TX1（ロンドンタクシー） 1997年-2002年

- TD42　スペック1
  - シビリアン/いすゞ・ジャーニー（W40）1988年5月-1999年2月
- TD42　スペック2
  - サファリ（Y60）1987年10月-1997年10月
  - シビリアン/いすゞ・ジャーニー（W41）1999年2月-2004年9月

- TD42T　スペック1
  - サファリ（Y60）1993年8月-1997年10月
- TD42T　スペック2
  - シビリアン/いすゞ・ジャーニー（W40）1995年8月-1999年2月
- TD42T　スペック3
  - サファリ（Y61）1997年10月-2002年11月
- TD42T　スペック4
  - シビリアン/いすゞ・ジャーニー（W41）1999年2月-2004年9月